# Agi Murad, el diable blanc
Agi Murad, el diable blanc (títol original en italià: Agi Murad, il diavolo bianco) és un film d'aventures italo-iugoslau dirigit per Riccardo Freda estrenat el 1959. Ha estat doblada al català.

## Argument[2]
Cap a 1850, a les muntanyes del Caucas, les tropes del tsar Nicolau I de Rússia comandades pel príncep Mijaíl Vorontsov lliuren combats sagnants contra Hadji Murad anomenat «el Diable Blanc». No aconseguint sotmetre els muntanyencs caucasians, el tsar decideix negociar amb els rebels. Encarrega la princesa Vorontzova d'anar a portar aquest ordre al seu marit, manant-ho a cap. L'amor que porta Sultanet a Hadji Murad ha despertat la gelosia i l'odi d'Akmet Khan. Aquest és un altre cap de les tribus en guerra i el principal enemic d'Hadji Murad, que enveja el Diable Blanc tant en l'aspecte militar com sentimental.
Amb els seus cavallers, Hadji Murad s'apodera del fort rus de Tabarassan, considerat ciutadella inconquerible i porta un gran nombre de presoners als caps de les tribus reunits. El vencedor ha promès vida estàlvia als russos que s'han rendit, però durant les festivitats donades en honor del vencedor, Akmet Khan fa massacrar tots els presoners: és el començament d'una lluita acarnissada per al poder entre els dos caps cosacs.
Hadji, en un passeig, cau en mans de l'enemic. Vorontzov ofereix la llibertat al seu presoner si consent a signar un tractat d'aliança.

## Repartiment
- Steve Reeves: Hadji Murad
- Renalto Baldini: Ahmed Khan
- Giorgia Moll: Sultanet
- Scilla Gabel: Princesa Vorontsov
- Gérard Herter: Príncep Vorontsov
- Milivoje Zivanovic: Tsar Nicolau I de Rússia
- Nikola Popovic: Cap Xamil
- Jovan Gec: Aslan Bey
- Marija Tocinoski: Dama de companyia
- Nicola Stefanini: Gonzalo
- Milivoj Mavid Popovic: Eldar
- Pasquale Basile: Un home d'Hadji

## Critiques
«Amb fogositat i plomall, Riccardo Freda ens lliura una pel·lícula espectacular amb una foto polida, un sentit agut i novel·lesc de l'acciót. »